# Bibliothèque de l'abbaye de Saint-Victor
Ne doit pas être confondu avec Abbaye Saint-Victor de Paris.

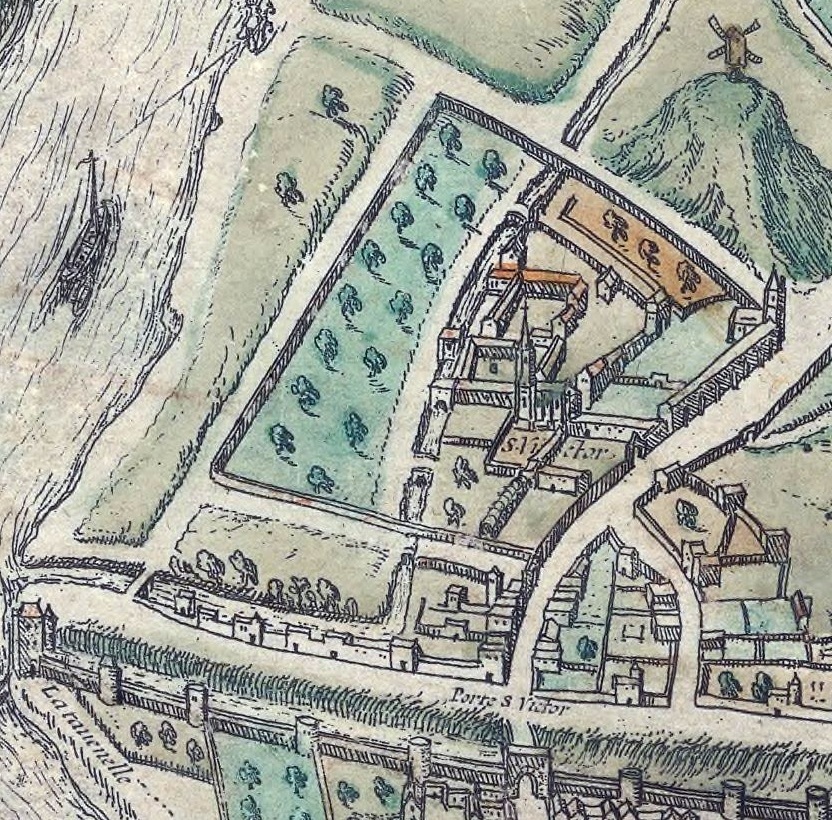
Carte montrant l'abbaye Saint-Victor de Paris et le quartier environnant, 1530.

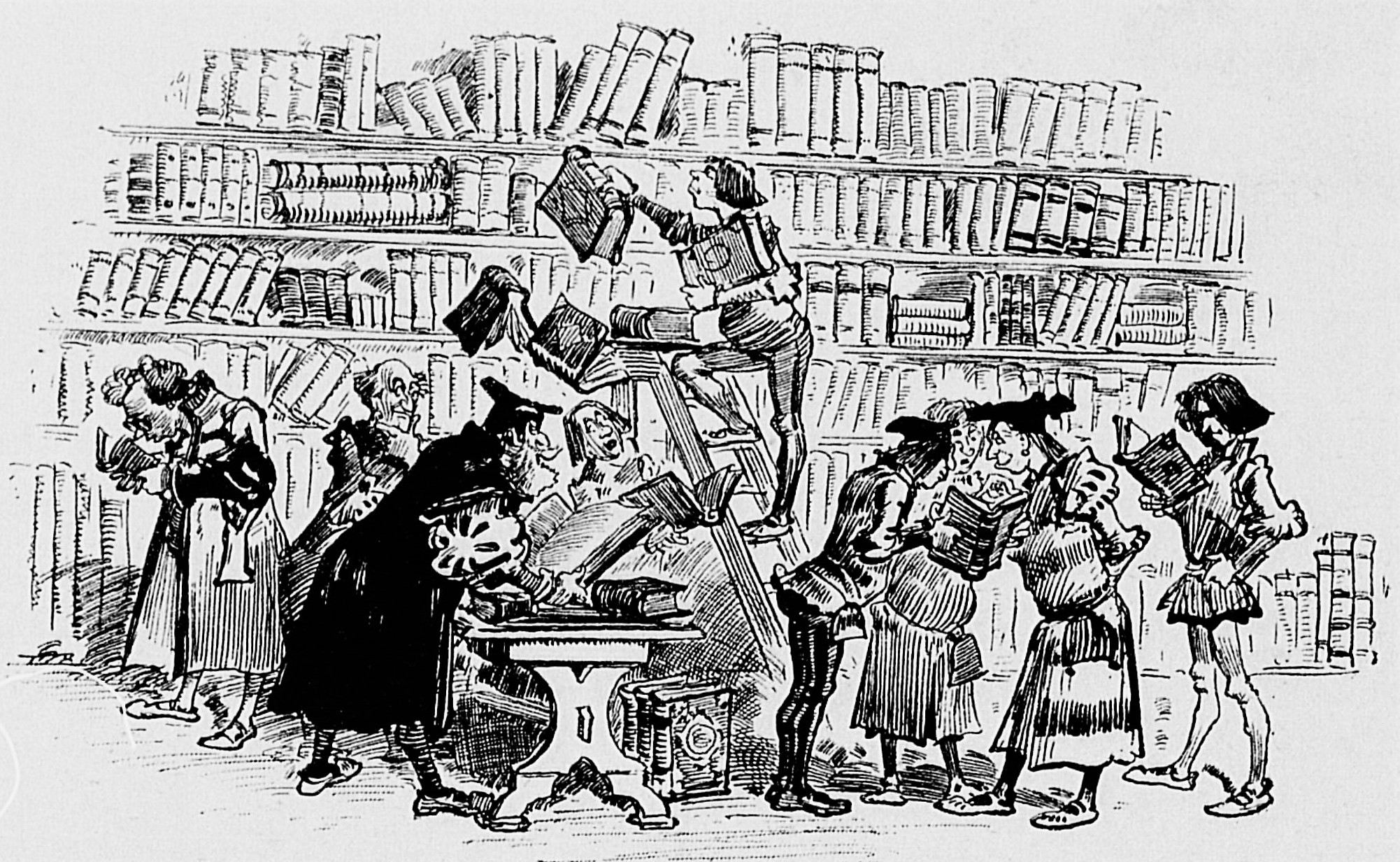
La bibliothèque de l'Abbaye Saint-Victor (illustration d'Albert Robida).

La bibliothèque de l'abbaye de Saint-Victor ou « librairie de Saint-Victor », est une bibliothèque qui apparaît au chapitre VII de Pantagruel de François Rabelais et dont le catalogue (« repertoyre » dans le texte original) se compose de livres imaginaires. Ses titres se présentent comme une satire de la scolastique et des positions anti-humanistes prônées par la bien réelle l'abbaye Saint-Victor de Paris. Cette dernière possédait une bibliothèque dont le catalogue a été établi par Claude de Grandrue en deux volumes parus en 1513 et 1514. Rabelais a sans doute choisi cette abbaye pour sa réputation car il n'est pas certain qu'il s'y soit réellement rendu ni n'ait eu connaissance de son catalogue.
C'est sous la forme d'une digression de fin de chapitre qu'est donné le catalogue, en une liste désordonnée de titres écrits en français et en latin macaronique. Le nombre de titres augmente d'une version du texte à une autre, passant de 42 dans l'édition originale à 139 dans l'édition de 1542, ce qui en fait un des passages de Pantagruel les plus retravaillés par Rabelais.
Cette bibliothèque fictive connaît une postérité importante dès le XVIe siècle. Elle est aujourd'hui une référence dans le genre des bibliothèques imaginaires en littérature,. 

## Catalogue
Le catalogue de la bibliothèque est l'un des textes qui varie le plus au fil des rééditions de Pantagruel : toutes celles retravaillées par Rabelais contiennent des titres supplémentaires,. L'édition originale, publiée par Claude Nourry à Lyon, présente 42 titres. Dans une édition intermédiaire inconnue publiée entre celle-ci et les éditions de François Juste publiées en 1533 et 1534 auraient été ajoutés 13 titres au catalogue, dont deux disparaitront ultérieurement. L'édition de François Juste de 1534 compte quant à elle 72 nouveaux titres,. Puis, l'édition de 1537 voit s'ajouter huit titres, et celle de 1542 six titres,. Cette dernière édition compte 139 titres ; 52 sont composés en latin macaronique et 87 en moyen français.
| Numéro | Titre de l'édition Marty-Laveaux, 1868 | Date de publication                                          | Traduction des titres par Paul Lacroix |
| ------ | --- | ------------------------------------------------------------ | --- |
| 1      | Bigua Salutis | Édition originale (É.O.)                                     | Le Bigue du salut |
| 2      | Bragueta Juris | É.O.                                                         | La Braguette du Droit |
| 3      | Pantofla Decretorum | É.O.                                                         | La Pantoufle des Décrets |
| 4      | Malogranatum Vitiorum | É.O.                                                         | La Pomme de Grenade des vices |
| 5      | Le Peloton de Theologie | É.O.                                                         | |
| 6      | Le Vistempenard des Prescheurs, composé par Turelupin | É.O.                                                         | |
| 7      | Le Couillebarine des Preux | É.O.                                                         | |
| 8      | Les Hanebanes des Evesques | É.O.                                                         | |
| 9      | Marmotretus de Baboinis et Cingis, cum commento d'Orbellis | É.O.                                                         | Marmotret, sur les babouins et signes, avec un commentaire d'Orbellis |
| 10     | Decretum Universitatis Parisiensis super gorgiasitate muliercularum ad placitum                                                                                 | É.O.                                                         | Décret de l'Université de Paris contre le luxe des habits que portent les femmes de plaisir                                                                                          |
| 11     | L'Apparition de saincte Geltrude à une nonnain de Poissy estant en mal d'enfant                                                                                 | É.O.                                                         | |
| 12     | Ars honeste petandi in societate, per M. Ortuinum | É.O.                                                         | L'Art de péter honnêtement en compagnie, par maître Ortwin |
| 13     | Le Moustardier de Penitence | É.O.                                                         | |
| 14     | Les Houseaulx, alias les Bottes de Patience | É.O.                                                         | |
| 15     | Formicarium Artium | É.O.                                                         | La Fourmilière des arts |
| 16     | De brodiorum usu et honestate chopinandi, per Silvestrem Prieratem, Jacospinum                                                                                  | 1533                                                         | De l'Usage des jus de viande et de l'honnêteté de chopiner, par Silvestre de Prieras, Jacobin                                                                                        |
| 17     | Le Beliné en Court | 1533                                                         | |
| 18     | Le Cabat des Notaires | É.O.                                                         | |
| 19     | Le Pacquet de Mariage | É.O.                                                         | |
| 20     | Le Creziou de Contemplation | É.O.                                                         | |
| 21     | Les Faribolles de Droict | É.O.                                                         | |
| 22     | L'Aguillon de vin | É.O.                                                         | |
| 23     | L'Esperon de fromaige | É.O.                                                         | |
| 24     | Decrotatorium Scholarium | É.O.                                                         | Le Décrottoir des Écoles |
| 25     | Tartarerus, De modo cacandi | É.O.                                                         | Tarteret, sur la manière de faire caca |
| 26     | Les Fanfares de Rome | 1533                                                         | |
| 27     | Bricot, De differentiis soupparum | É.O.                                                         | Bricot, sur les différences des soupes |
| 28     | Le Culot de Discipline | É.O.                                                         | |
| 29     | La Savate de Humilité | É.O.                                                         | |
| 30     | Le Tripier de bon Pensement | É.O.                                                         | |
| 31     | Le Chaudron de Magnanimité | É.O.                                                         | |
| 32     | Les Hanicrochemens des Confesseurs | 1537                                                         | |
| 33     | La Croquignolle des Curés | 1537                                                         | |
| 34     | Reverendi Patris Fratris Lubini, Provincialis Bavardie, De croquendis lardonibus libri tres                                                                     | 1537                                                         | Du révérend Père frère Lubin, provincial de Bavarderie, Sur les lardons à croquer, trois livres                                                                                      |
| 35     | Pasquili, Doctoris marmorei, De capreolis cum chardoneta comedendis, tempore papali ab Ecclesia interdicto                                                      | 1537                                                         | Pasquin, docteur en marbre, Sur les chevreaux à manger à la chardonnette, dans le temps pascal interdit par l'Église                                                                 |
| 36     | L'Invention Saincte Croix, à six personnaiges, jouée par les clercs de Finesse                                                                                  | 1537                                                         | |
| 37     | Les Lunettes des Romipetes | É.O.                                                         | |
| 38     | Maioris, De modio faciendi boudinos | É.O.                                                         | Major, Sur la manière de faire des boudins. |
| 39     | La Cornemuse des Prelatz | É.O.                                                         | |
| 40     | Beda, De optimitate tripatum | É.O.                                                         | Beda, De l'excellence des tripes |
| 41     | La Complainte des Advocatz sus la Reformation des Dragées | 1533                                                         | |
| 42     | Le Chat fourré des Procureurs | 1534                                                         | |
| 43     | Des Poys au lart, cum commento | 1533                                                         | |
| 44     | La Profiterolle des Indulgences | 1533                                                         | |
| X      | [Aristotelis libri novem de modo dicendi horas canonicas] | Ajouté dans l'édition de 1533 puis retiré dans celle de 1534 | D'Aristote, neuf livres sur la manière de dire les heures canoniales. |
| X      | [Jabolenus, De cosmographia purgatorii] | Ajouté dans l'édition de 1533 puis retiré dans celle de 1542 | De la Cosmographie du Purgatoire, par Jabolenus |
| 45     | Praeclarissimi Juris Utriusque Doctoris Maistre Pilloti Racquedenari, De bobelinandis Glosse Accursiane baguenaudis Repetitio enucidiluculidissima              | 1534                                                         | Du très-illustre docteur en l'un et l'autre Droit, maistre Pillot Raquedenare, Sur les baguenaudes de la Glose d'Accurse à repetasser, nouvelle œuvre très-élucidée                  |
| 46     | Stratagemata Francarchieri de Baignolet | 1534                                                         | Les Stratagèmes du Franc-Archer de Bagnolet |
| 47     | Franctopinus, De re militari, cum figuris Tevoti | 1534                                                         | Franc Taupin, De l'Art militaire, avec figure de Tevot |
| 48     | De usu et utilitate escorchandi equos et equas, autore M. nostro de Quebecu                                                                                     | 1534                                                         | De l'usage et de l'utilité d'écorcher les chevaux et les cavales, par notre maïstre de Quebecu                                                                                       |
| 49     | La Rustrie des Prestolans | 1534                                                         | La bêtise des Juges de village |
| 50     | M. n. Rostocostojambedanesse, De moustarda post prandium servienda lib. quatuordecim, apostilati per M. Vaurrillonis                                            | 1534                                                         | De notre maître Roticuitjambedanesse, Sur la moutarde à servir après dîner, quatorze livres apostillés par maître Vaurrillon                                                         |
| 51     | Le Couillaige des Promoteurs | 1534                                                         | |
| 52     | Questio subtillissima, utrum Chimera, in vacuo bombinans, possit comedere secundas intentiones, et fuit debatuta per decem hebdomadas in concilio Constantiensi | 1533                                                         | Question très subtile, savoir si la Chimère, bourdonnant dans le vide, peut manger les secondes intentions ; laquelle fut débattue pendant dix semaines dans le concile de Constance |
| 53     | Le Maschefain des Advocatz | É.O.                                                         | |
| 54     | Barbouilamenta Scoti | 1533                                                         | Les Barbouillages de Scot |
| 55     | Le Ratepenade des Cardinaulx | 1533                                                         | |
| 56     | De calcaribus removendis decades undecim, per M. Albericum de Rosata                                                                                            | 1534                                                         | Sur la manière d'éloigner les éperons, onze decades, par Alberic de Rosata |
| 57     | Ejusdem, De castrametandis crinibus, lib. tres | 1534                                                         | Du même, Sur la castramétation des cheveux, trois livres |
| 58     | L'Entrée de Anthoine de Leive ès terres du Bresil | 1537                                                         | |
| 59     | Marforii Bacalarii cubantis Rome, de pelendis mascarendisque Cardinalium mulis                                                                                  | 1537                                                         | De Marforio, bachelier gisant à Rome, Sur la manière de housser et de masquer les mules des cardinaux                                                                                |
| 60     | Apologie d'icelluy, contre ceulx qui disent que la Mule du Pape ne mange qu'à ses heures                                                                        | 1537                                                         | |
| 61     | Pronostication que incipit Silvi Triquebille balata per M. n. Songecrusyon                                                                                      | 1537                                                         | Pronostication qui commence par : Sylvii Triquebille, mise en ballade par notre maître Songecrusyon.                                                                                 |
| 62     | Boudarini, episcopi, De emulgentiarum profectibus enneades novem, cum privilegio Papali ad triennium, et postea non                                             | 1534                                                         | De Boudarin, évêque, Sur les profits des émulgences, avec privil[è]ge du pape pour ans et ensuite non                                                                                |
| 63     | Le Chiabrena des Pucelles | 1534                                                         | Les Simagrées des Filles |
| 64     | Le Cul pelé des Vefves | 1534                                                         | |
| 65     | La Cocqueluche des Moines | 1534                                                         | |
| 66     | Les Brimborions des Padres Celestins | 1542                                                         | |
| 67     | Le Barrage de Manducité | 1534                                                         | |
| 68     | Le Clacquedent des Marroufles | 1534                                                         | |
| 69     | La Ratouère des Theologiens | 1534                                                         | |
| 70     | L'Ambouchouoir des Maistres en Ars | 1534                                                         | |
| 71     | Les Marmitons de Olcam à simple tonsure | 1534                                                         | |
| 72     | Magistri n. Fripesaulcetis, De grabellationibus horrarum canonicarum, lib. quadraginta                                                                          | 1534                                                         | De notre maître Frippe-Sauce, sur les grabelations des Heures canoniales, quarante livres                                                                                            |
| 73     | Cullebutatorium confratriarum, incerto autore | 1534                                                         | Le Culbutatoire des Confrairies, par un auteur incertain |
| 74     | La Cabourne des Briffaulx | 1534                                                         | |
| 75     | Le Faguenat des Hespaignolz, supercoquelicanticqué par Frai Inigo                                                                                               | 1534                                                         | |
| 76     | La Barbotine des Marmiteux | 1534                                                         | |
| 77     | Poiltronismus rerum Italicarum, autore magistro Bruslefer | 1534                                                         | Le Poltronisme des affaires d'Italie, par maître Brûlefer |
| 78     | R. Lullius, De batisfolagiis Principium | 1534                                                         | Raymond Lulle, Sur les batifolages des Princes |
| 79     | Callibistratorium Caffardie, actore M. Jacobo Hocstratem, hereticometra                                                                                         | 1534                                                         | Le Callibistratoire de Caffardise, maître Jacques Hochstraten, héréticomètre |
| 80     | Chaultcouillons, de Magistro nostrandorum Magistro nostratorumque beuvetis, lib. octo gualantissimi                                                             | 1534                                                         | De Chautcouillon, sur le Maître, maître de nos maîtres, et sur les buvettes desdits maîtres, huit livres très-galants                                                                |
| 81     | Les Petarrades des Bullistes, Copistes, Scripteurs, Abbreviateurs, Référendaires et Dataires, compillées par Regis                                              | 1534                                                         | |
| 82     | Almanach perpetuel pour les Gouteux et Verollez | 1534                                                         | |
| 83     | Maneries ramonandi fournellos, per M. Eccium | 1534                                                         | Les manières de ramoner les fourneaux, par maître Eckius |
| 84     | Le Poulermart des Marchans | 1534                                                         | |
| 85     | Les Aisez de Vie monachale | 1534                                                         | |
| 86     | La Gualimaffrée des Bigotz | 1542                                                         | |
| 87     | L'Histoire des Farfadetz | 1542                                                         | |
| 88     | La Belistrandie des Millesouldiers | 1542                                                         | |
| 89     | Les Happelourdes des Officiaux | 1534                                                         | |
| 90     | La Bauduffe des Thesauriers | 1534                                                         | |
| 91     | Badinatorium Sophistarum | 1534                                                         | Le Badinatoire des Sophistes |
| 92     | Antipericatametanaparbeugedamphicribrationes merdicantium | 1534                                                         | Les subtilités infinies de la scolastique des Frères Mineurs |
| 93     | Le Lymasson des Rimasseurs | 1534                                                         | |
| 94     | Le Boutavent des Alchymistes | 1534                                                         | |
| 95     | La Nicquenocque des Questeurs, cababezacée par frère Serratis                                                                                                   | 1534                                                         | |
| 96     | Les Entraves de Religion | 1534                                                         | |
| 97     | La Racquette des Brimbaleurs | 1534                                                         | |
| 98     | L'Acodouoir de Vieillesse | 1534                                                         | |
| 99     | La Muselière de Noblesse | 1534                                                         | |
| 100    | La Patenostre du Cinge | 1534                                                         | |
| 101    | Les Grezillons de Devotion | 1534                                                         | |
| 102    | La Marmite des Quatre Temps | 1534                                                         | |
| 103    | Le Mortier de Vie politicque | 1534                                                         | |
| 104    | Le Mouschet des Hermites | 1534                                                         | |
| 105    | La Barbute des Penitenciers | 1534                                                         | |
| 106    | Le Tric trac des Freres Frapars | 1534                                                         | |
| 107    | Lourdaudus, De vita et honestate Braguardorum | 1534                                                         | Lourdaud, Sur la vie et l'honnêteté des Braguards |
| 108    | Lyripipii Sorbonici moralisationes, per M. Lupoldum | 1534                                                         | Sur le liripipion sorbonnique, Moralisations, par maître Lupolde |
| 109    | Les Brimbelettes des Voyageurs | 1534                                                         | |
| 110    | Les Potingues des Evesques potatifz | 1534                                                         | Les Buveries des évêques in partibus. |
| 111    | Tarraballationes Doctorum Coloniensium adversus Reuchlin | 1534                                                         | Les Tarrabalations des docteurs de Cologne contre Reuchlin |
| 112    | Les Cymbales des Dames | 1534                                                         | |
| 113    | La Martingalle des Fianteurs | 1542                                                         | |
| 114    | Virevoustatorum Nacquettorum, per F. Pedebilletis | 1542                                                         | Le Virevoutoire des laquais, par frère de Piedbillettes |
| 115    | Les Bobelins de Franc Couraige | 1534                                                         | |
| 116    | La Mommerie des Rebatz et Lutins | 1534                                                         | |
| 117    | Gerson, De Auferibilitate Pape ab Ecclesia | 1534                                                         | Gerson, De la déposition du pape par l'Église |
| 118    | La Ramasse des Nommez et Graduez | 1534                                                         | |
| 119    | Jo. Dytebrodii, De terribiliditate excommunicationum libellus acephalos                                                                                         | 1534                                                         | De Jean Dytebrode, sur les terribles effets des excommunications, petit livre sans titre ou sans préface                                                                             |
| 120    | Ingeniositas invocandi Diabolos et Diabolas, per M. Guinguolfum                                                                                                 | 1534                                                         | Ingénieuse manière d'invoquer les diables et les diablesses, par maître Gengolf |
| 121    | Le Hoschepot des Perpetuons | 1534                                                         | Le Pot-Pourri des moines |
| 122    | La Morisque des Hereticques | 1534                                                         | |
| 123    | Les Henilles de Gaïetan | 1534                                                         | |
| 124    | Moillegroin, doctoris cherubici, De origine patepelutarum et torticollorum ritibus, lib. septem                                                                 | 1534                                                         | De Mouillegrouin, docteur chérubique, Sur l'origine des Patespelues et sur les usages des Torticollis, sept livres                                                                   |
| 125    | Soixante et neuf Breviaires de haulte gresse | 1534                                                         | |
| 126    | Le Godemarre des cinq Ordres des Mendians | 1533                                                         | |
| 127    | La Pelletiere des Tyrelupins, extraicte de la Bote fauve incornifistibulée en la Somme Angelicque                                                               | 1534                                                         | La doctrine de la secte des Turlupins, extraite du commentaire de saint Thomas, sur Boèce, introduit dans la Somme angélique                                                         |
| 128    | Le Ravasseur des Cas de conscience | É.O.                                                         | |
| 129    | La Bedondaine des Presidens | 1534                                                         | |
| 130    | Le Vietdazouer des Abbez | É.O.                                                         | |
| 131    | Sutoris, adversus quendam, qui vocaverat eum fripponnatorem, et quod Fripponnatores non sunt damnati ab Ecclesia                                                | É.O.                                                         | Cousturier, Contre un quidam qui l'avait appelé fripon, et pour prouver que les fripons ne sont pas damnés par l'Église                                                              |
| 132    | Cacatorium medicorum | É.O.                                                         | le Cacatoire des Médecins |
| 133    | Le Rammonneur d'astrologie | É.O.                                                         | |
| 134    | Campi Clysteriorum, per S. C. | 1542                                                         | Le Champ des Clystères, par S[ymphorien] C[hampier] |
| 135    | Le Tyrepet des apothecaires | É.O.                                                         | |
| 136    | Le Baisecul de chirurgie | É.O.                                                         | |
| 137    | Justinianus, De Cagotis tollendis | É.O.                                                         | Justinien, Sur les cagots qu'il faut supprimer |
| 138    | Antidotarium anime | É.O.                                                         | L'Antidotaire de l'Ame |
| 139    | Merlinus Coccaius, De Patria Diabolorum | É.O.                                                         | Merlin Coccaie, De la patrie des Diables |

## Analyse
« L'expérience du monde est une explosion d'images, d'idées, de clins d'œil à d'autres livres. »

— Marie-Madeleine Fragonard

### Place du catalogue dansPantagruel
Les livres de l'abbaye de Saint-Victor sont évoqués alors que Pantagruel parfait son éducation. Après un tour des universités de province (Poitiers, Bordeaux, Toulouse, Montpellier, Bourges, Orléans ; ch. V), Pantagruel se rend à Paris. Il y fait la rencontre de l'écolier Limousin (ch. VI) dont la langue, ridiculement truffée de latinisme, lui est incompréhensible. Après être retourné à Orléans il revient à Paris (ch. VII) où le catalogue de la bibliothèque est donné au détour d'une phrase, à la façon d'une digression : avant d'être mentionnées à la toute fin du chapitre, l'abbaye et sa bibliothèque n'ont joué aucun rôle. Ainsi l'apparition d'un tel catalogue est énigmatique, car il est contextualisé uniquement par les deux phrases qui l'encadrent :
« Et trouva la librairie de sainct Victor fort magnificque, mesmement d’aulcuns livres qu’il y trouva desquelz s’ensuit le repertoyre, et primo.
[…]

Desquelz aulcuns sont jà imprimez, et les aultres l'on Imprime maintenant en ceste noble ville de Tubinge. »

Dans les premières éditions du texte, la présentation des titres se fait d'abord sous la forme d'un seul paragraphe, les uns étant écrits à la suite des autres et séparés par une barre oblique. C'est à partir de l'édition de 1537, dont l'impression est attribuée à Denis de Harsy, que le catalogue est mis en forme à la façon d'une liste, un retour à la ligne séparant chacun des titres. Cela clarifie la division des titres entre eux, la liste initiale pouvant être confuse. Il en résulte une augmentation de l'espace d'impression dédié, ce qui accroît le coût de production du livre ; augmentation permise par le succès commercial de l'œuvre. De plus, cette présentation graphique — dont l'initiative revient probablement à l'imprimeur de Rabelais —, rompant avec l'homogénéité du reste du texte, lui donne d'autant plus de visibilité. Si la lecture de chacun des items s'en trouve facilitée, l'énumération suggère une multitude d'ouvrages possibles. La liste se présente d'autant plus comme un obstacle à la linéarité du récit ; cet arrêt dans la continuité du récit est à rapprocher de l'état de stagnation et de ruine de la science qu'elle critique.

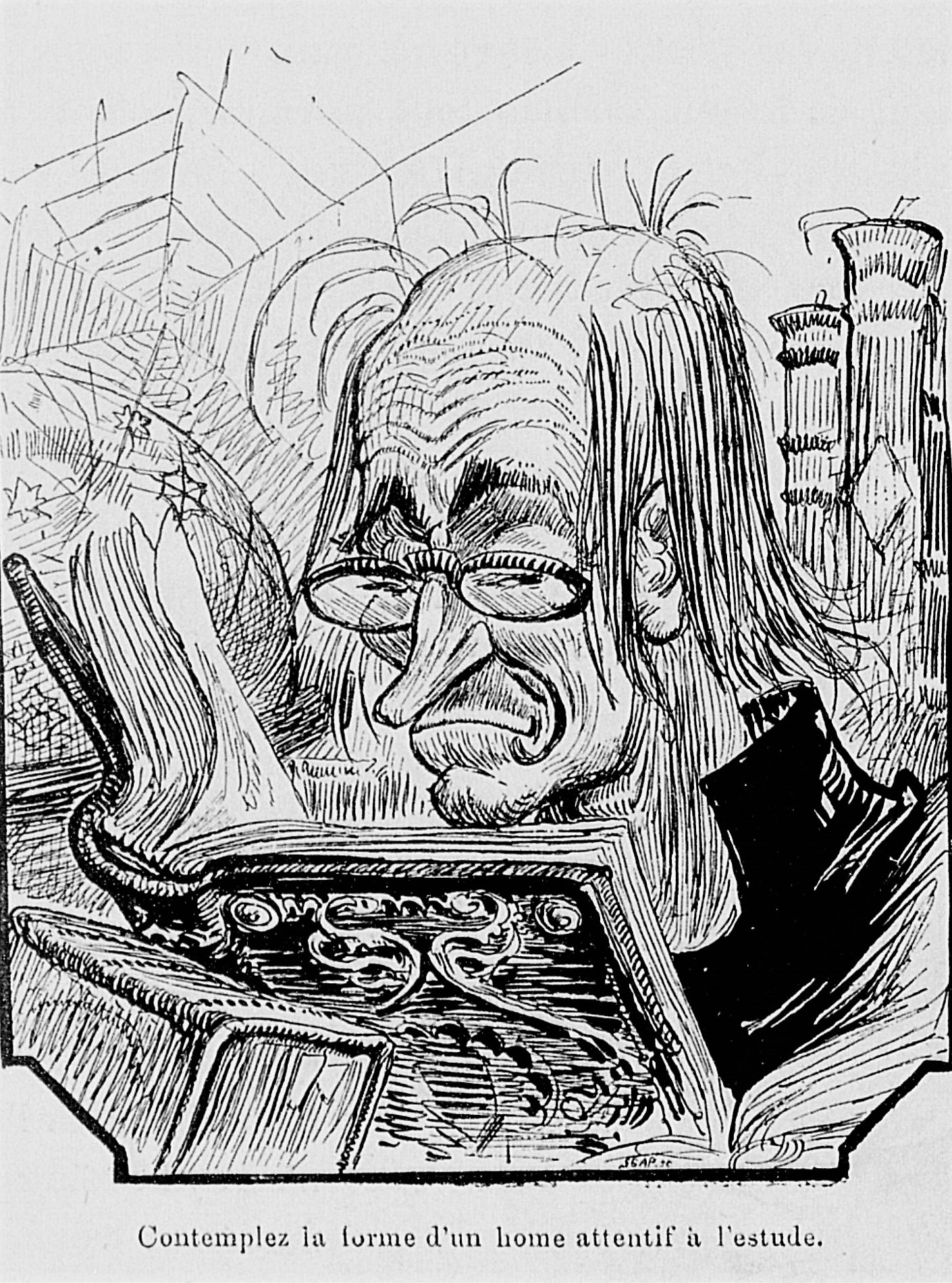
Étudiant vieilli par ses lectures (illustration d'Ablert Robida)

Le texte parodie en premier lieu une forme préexistante, puisque le catalogue de la bibliothèque de abbaye Saint-Victor de Paris existe réellement, et a été dressé par Claude de Grandrue en deux volumes parus en 1513 et 1514,. De catalogues ordonnés alphabétiquement et thématiquement, Rabelais propose une liste d'apparence chaotique, alternant différentes langues (français et latin macaronique) et jouant sur des similitudes syntaxiques et sonores. Rabelais vise spécifiquement l'abbaye Saint-Victor de Paris pour son hostilité à l'Humanisme et à Érasme ; il n'est toutefois pas certain qu'il se soit rendu réellement dans la bibliothèque, et les livres de l'abbaye qui sont parvenus jusqu'à nous montrent qu'ils n'ont pas eu d'influence sur l'écriture de l'auteur.
Si la liste possède ici un nombre fini de livres, l'infini potentiel de la liste est suggéré d'une part par les ajouts parfois conséquents du nombre de titres d'une édition du texte à une autre, de l'autre par la phrase d'ouverture. Cette dernière présente en effet la liste des livres que Pantagruel « trouva », et qui ne représente peut-être qu'une partie de tous ceux que la bibliothèque contient.
Il est aussi à noter que la phrase de conclusion suggère que certains livres de la bibliothèque ont fait l'objet d'une impression. Ce qui signifie que lorsque Pantagruel la visite, ces livres sont en réalité des manuscrits. De tels ouvrages sont connotés négativement : c'est le signe qu'ils renferment un savoir daté, obscur et imparfait, alors que Rabelais vit à une époque où l'imprimé est déjà une norme et un gage de qualité. La mention de la ville de « Tubinge » (Tübingen, Allemagne) comme lieu d'impression des livres de la bibliothèque de l'abbaye a fait l'objet d'interprétations diverses : Leo Spitzer l'envisage comme un retour à la réalité après toutes les fictions suggérées par les titres ; Paul Lacroix insiste sur le fait que la production imprimée de « Tubinge » doit être entendue comme négligeable en regard de celles de Lyon ou Strasbourg à la même époque ; Lucien Lebvre y voit la manifestation de l'intérêt de Rabelais pour « le drame des Allemagnes » ; Karl Steiff (de), dans son étude consacrée à l'histoire de l'imprimerie à Tübingen, considère la mention de cette ville comme ironique, alors qu'émerge une tendance anti-réforme qui s'éloigne de l'humanisme. Au croisement de ces diverses approches, Floyd Gray postule que c'est « moins sur la ville de Tubinge et ses imprimeurs que sur une certaine indécision dans la direction que prenait l'imprimerie elle-même que Rabelais entend attirer notre attention. […] Entre autres choses donc, ce chapitre tourne sur l'évènement-charnière qu'est l'avènement de l'imprimé et la disparition du manuscrit tout en visant la politique des imprimeries qui, au lieu de favoriser les ouvrages humanistes, peu ou pas rentables, continuaient à publier des livres à gros tirage de piété ou de propagande. »

### Formes et fonctions d'une bibliothèque imaginaire

#### Paul Lacroix: une satire humaniste ancrée dans le réel?
« Il n'y a rien qui vaille dans la Bibliothèque de S. Victor à Paris : ce n'est pas sans cause que Rabelais s'en mocque. »

— Joseph Juste Scaliger, Scaligerana

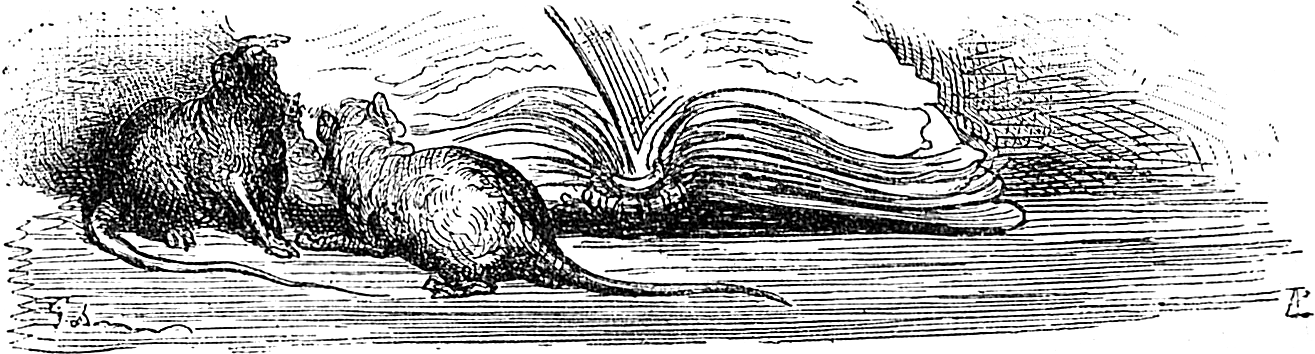
Rats dévorant un livre (illustration de Gustave Doré)

Dans son étude consacrée au catalogue de la bibliothèque de Saint-Victor, Paul Lacroix développe l'hypothèse selon laquelle, en plus de leur nature satirique, Rabelais a construit les titres de cette bibliothèques en référence à des livres préexistant. Il liste ainsi chacune des correspondances qu'il a cru déceler. Il définit ce trait comme caractéristique de la bibliothèque rabelaisienne, et reproche à ses imitateurs de n'avoir procédé de même dans l'invention de bibliothèques imaginaires. Cette interprétation du texte est aujourd'hui remise en cause.

« Ce qu'il y a de réel derrière chaque titre, c'est moins le souvenir de tel ou tel livre que l'idée ou l'idéal humaniste d'un bon livre, en bon latin, sur un sujet autre que scolastique. »

— Floyd Gray, Rabelais et le comique du discontinu
Dans une version antérieure de son étude, Lacroix a même soutenu que Rabelais était l'auteur des catalogues de 1513 et 1514, dont il était pourtant reconnu qu'ils avaient été établis par Grandrue.

#### Une liste éparse et ludique
« Pour [Rabelais], chaque titre facétieux est une nouvelle aventure linguistique ; pour le lecteur, il s'agit plutôt d'un jeu de patience. Ces titres, alignés les une après les autres, signifient par leur monotonie ; sur le plan sémantique, ils figurent la science indigeste, un exemple à éviter. »

— Floyd Gray
Le déroulement du catalogue au sein du chapitre VII recourt à l'effet de liste. Sous l'apparence d'une accumulation désordonnés, différentes séries de titres se succèdent en une alternance de construction et de langue. Dans l'article qu'elle consacre à ce chapitre, Anne-Pascale Pouey-Mounou démontre que sous l'apparence de l'alternance des langues (moyen français et latin macaronique), « les auteurs de ces ‘beaulx livres’ pensent en français […]. Or, penser en français et parler en latin, c’est avoir quelque chose à cacher : le jeu français-latin dénonce […] le primat des préoccupations matérielles sous les propos spirituels. ».
Ainsi, par son hétérogénéité, son potentiel de charge se trouve diffus, dilué : Rabelais disperse les attaques au fil des enrichissements. Noyés dans une longue liste, les sujets sont à peine évoqués, ce qui réduit leur importance. Cette absence de régularité crée une rupture incessante qui pallie l'éventuelle monotonie que produirait une si longue liste ; cela permet de surmonter la difficulté de lecture, et donc l'ennui du lecteur,. Aucune place n'est faite à un commentaire du livre, ou tout autre élément descriptif qui permettrait d'en savoir plus sur leur contenu, ce qui est le signe d'une condamnation : les titres parlent d'eux-mêmes. Par son contenu et sa construction, la liste est déjouée dans son utilité même : plutôt que de rassembler et d'ordonner des connaissances, elle montre le ridicule d'un savoir hypertrophié. Si la forme de la liste maintient l'illusion d'un ordre, la fonctionnalité du catalogue est en réalité réduite à néant.
La satire des titres créés par Rabelais vise tout autant des groupes de personnes que des individus particuliers (46 titres comportent des noms propres). Leur nature comique provient du mélange de préoccupations hautes — associés à l'esprit, le savoir, la connaissance — et basses — liées au corps, et plus précisément à l'obscène et au scatologique.

### Influences
Ce chapitre peut renvoyer aux farces et aux sotties médiévales. La forme de certains titres et leur nature parodique évoquent la Farce joyeuse du vendeur de livre à trois personnages (1515),. Rabelais a aussi pu s'inspirer de la Sottie des Coppieurs et Lardeurs, particulièrement des personnages de l’Écumeur de latin et de Teste Creuse,.
Le catalogue évoque certains auteurs bien réels que l'on retrouve également dans ces ouvrages : quatre apparaissent dans La Farce des Théologastres, trois dans Lettres des hommes obscurs d'Ulrich von Hutten, et cinq dans les deux textes. Deux livres de la bibliothèque de Saint-Victor, ajoutés par Rabelais en 1534, sont des références à ces deux ouvrages : Tarraballationes Doctorum Coloniensium adversus Reuchlin et De Auferibilitate Pape ab Ecclesia.
Le faux latin de certains titres et la mention d'auteurs fictifs sont des références aux Lettres des hommes obscurs d'Ulrich von Hutten.
Comme le synthétise Jean Paris dans Rabelais au futur, le catalogue peut être classé en catégories de plus en plus fictives :
- des livres réels publiés par des auteurs réels :
  - no 117 : Jean de Gerson, De Auferibilitate Pape ab Ecclesia, paru en 1417 ;
  - no 134 : Symphorien Champier, Campi Clysteriorum, per S. C., paru en 1532.
- des livres réels sans précision d'auteur :
  - no 1 : Bigua salutis
  - no 4 : Malogranatum Vitiorum
  - no 15 : Formicarium Artium
- des livres réels aux titres déformés :
  - no 3 : Pantofla Decretorum
  - no 46 : Stratagemata Francarchieri de Baignolet
- des auteurs réels aux titres douteux :
  - no 56 : De calcaribus removendis decades undecim, per M. Albericum de Rosata (Alberico da Rosciate, 1290-1360) ;
  - no 139 : Merlinus Coccaius, De Patria Diabolorum (Merlino Coccajo est le pseudonyme de Teofilo Folengo)
- des auteurs réels aux livres imaginaires :
  - no 12 : Ars honeste petandi in societate, per M. Ortuinum (Hardouin de Graës (en), 1475-1542) ;
  - no 25 : Tartarerus, De modo cacandi (Pierre Tartaret) ;
  - no 40 : Beda, De optimitate tripatum (Noël Béda) ;
  - no 79 : Callibistratorium Caffardie, actore M. Jacobo Hocstratem, hereticometra (Jacques Hochstraten (en)).

## Postérité
Le catalogue de la bibliothèque de Saint-Victor a fait l'objet de nombreuses reprises.
Dans son Essai sur les bibliothèques imaginaires, Gustave Brunet liste 18 autres bibliothèques imaginaires dont il attribue « l'invention de ce genre de sarcasmes » à « l'Homère bouffon » qu'est François Rabelais.
Le dispositif littéraire de la bibliothèque imaginaire est ouvert : il permet à son auteur de l'investir par diverses préoccupations. Les titres qu'elle peut contenir ont souvent une fonction satirique (religieuse, politique ou personnelle), s'ancrant ainsi dans le contexte et l'époque propres à leur rédaction. L'efficacité et l'adaptabilité de ce dispositif a permis son réemploi et sa postérité.

### Diffusion du genre par les traductions de l'œuvre
La traduction de l'œuvre de Rabelais dès le XVIe siècle participe de la diffusion rapide du genre de la bibliothèque imaginaire.
À la fin des années 1550 Eduard de Dene crée la bibliothèque de Megaston Rondibellis qui compte 71 titres de livres imaginaires. Cette bibliothèque est contenue dans  son ouvrage Testament rhetoricael. Parmi ces ouvrages, 19 sont des traductions de titres de la bibliothèque de Saint-Victor, d'autres sont des références à l'œuvre rabelaisienne. Le nom de cette bibliothèque se réfère à « maistre Rondibilis » qui apparait aux chapitres XXIX à XXXIII du Tiers livre.
Une autre reprise est celle que fait Johann Fischart, traducteur de Rabelais vers l'allemand. Ses traductions de Gargantua et de la Pantagruéline prognostication se caractérisent par des allongements conséquents du texte original. Cependant Fischart ne traduit pas Pantagruel intégralement, et décide d'isoler le catalogue de l'abbaye de Saint-Victor dans un fascicule séparé. C'est ainsi qu'est imprimé à Strasbourg en 1590 son Catalogus Catalogorum perpetuo durabilis, intégralement en latin. Satire du savoir encyclopédique, cet ouvrage est un catalogue de 526 titres qui imite et amplifie la liste rabelaisienne. Parmi ces titres, 137 sont directement empruntés à Rabelais. Fischart respecte l'ordre de la bibliothèque de Saint-Victor, tout en rajoutant de nouvelles références qu'il invente. Ce livre est le premier catalogue de livres imaginaires imprimé de façon autonome.
Plus tard, un autre traducteur en allemand de Rabelais, Thomas Urquhart, traduit Gargantua et Pantagruel en 1653. Comme Fischart, Urquhart laisse les titres latins tels quel, sans les adapter ; il augmente lui aussi la liste de 4 titres[Lesquels ?] qu'il invente.

### Dans la littérature
- Dans le livre The catalog of lost books, Tad Tuleja explique que le texte complet des 139 livres de la bibliothèque de Saint-Victor a été retrouvé en 1968 dans un manuscrit intitullé Biblia Abiblia, caché dans une salle dissimulée de la crypte de l'université de la Sorbonne[51].
- Dans le roman Baudolino d'Umberto Eco le héros attribue à l'abbaye de Saint-Victor la possession de plusieurs manuscrits qui seront plus tard cités par Rabelais dans son roman. Parmi eux, le titre De optimitate triparum n'est plus attribué à Noël Béda, mais à Bède le Vénéréble[52].
- Alberto Manguel, consacre aux bibliothèques imaginaires un chapitre de son livre La Bibliothèque, la nuit[53].

« La bibliothèque que Rabelais invente est sans doute la première « bibliothèque imaginaire » de la littérature. Elle est […] une satire du monde savant et monastique mais, surtout, elle offre au lecteur le plaisir d’imaginer les arguments et les intrigues sous les titres bouffons. Dans une autre de ses abbayes, celle de Thélème, Rabelais a inscrit la devise Fays ce que vouldras ; sur sa bibliothèque de Saint-Victor, il aurait pu écrire Lys ce que vouldras. J’ai inscrit ces mots au-dessus de l’une des portes de la mienne. »

— Alberto Manguel, La Bibliothèque, la nuit
- La « Librairie néo-victorienne » est une parodie du catalogue rabelaisien parue dans premier numéro de la revue L'Année rabelaisienne[54].